# Slovenské Nové Mesto
Slovenské Nové Mesto (em húngaro: Újhely; alemão: Slowakisch-Neustadt) é um município da Eslováquia, situado no distrito de Trebišov, na região de Košice. Tem 13,38 km² de área e sua população em 2018 foi estimada em 1.106 habitantes.

## Demografia
| Ano:        | 1994 | 2004    | 2014   | 2024   |
| ----------- | ---- | ------- | ------ | ------ |
| Broj ljudi: | 952  | 1052    | 1104   | 1067   |
| Razlika:    |      | +10,50% | +4,94% | -3,35% |

| Ano:               | 2023 | 2024   |
| ------------------ | ---- | ------ |
| Número de pessoas: | 1080 | 1067   |
| Diferença:         |      | -1,20% |